# Tortiglioni
Tortiglioni er en type pasta fra Italien. Den minder om rigatoni, men den er større og har dybere riller der går i spiralform rundt om pastaen. Det karakteristiske design kommer fra fremstillingsprocessen, hvor pastaen drejes i form.
Navnet er afledt af det latinske ord torquere, der betyder "at dreje".